# Campeonato Panamericano Junior de Hockey Sobre Césped Masculino de 2005
El Panamericano Junior de Hockey Sobre Césped Masculino de 2005 fue la octava edición del torneo continental para menores de 21 años. Se realizó entre el 16 y el 27 de febrero de 2005 en La Habana, Cuba.
Los tres equipos mejor ubicados se clasificaron a la Copa Mundial Junior 2005.
Argentina logró el título panamericano por octava vez tras vencer a Chile 7-0 en la final.

## Primera fase

### Grupo A
| Equipo         | J | G | E | P | GF | GC | DG  | Pts |
| -------------- | - | - | - | - | -- | -- | --- | --- |
| Argentina      | 4 | 4 | 0 | 0 | 53 | 4  | +49 | 12  |
| Estados Unidos | 4 | 3 | 0 | 1 | 12 | 12 | 0   | 9   |
| Cuba           | 4 | 2 | 0 | 2 | 11 | 17 | -6  | 6   |
| Barbados       | 4 | 1 | 0 | 3 | 10 | 23 | -13 | 3   |
| Jamaica        | 4 | 0 | 0 | 4 | 1  | 31 | -30 | 0   |

| 16 de febrero de 2005 | Argentina | 17:1    | Jamaica |                                            |                                            |
|                       |           | Reporte |         | Árbitro(s): Michiel Bruning Albert Marcano | Árbitro(s): Michiel Bruning Albert Marcano |

| 16 de febrero de 2005 | Barbados | 1:5     | Estados Unidos |  |  |
|                       |          | Reporte |                |  |  |

| 17 de febrero de 2005 | Estados Unidos | 2:10    | Argentina |  |  |
|                       |                | Reporte |           |  |  |

| 18 de febrero de 2005 | Jamaica | 0:6     | Cuba |  |  |
|                       |         | Reporte |      |  |  |

| 19 de febrero de 2005 | Barbados | 5:0     | Jamaica |                                             |                                             |
|                       |          | Reporte |         | Árbitro(s): Luis Villa German Montes de Oca | Árbitro(s): Luis Villa German Montes de Oca |

| 19 de febrero de 2005 | Cuba | 0:12    | Argentina |  |  |
|                       |      | Reporte |           |  |  |

| 21 de febrero de 2005 | Barbados | 3:4     | Cuba |  |  |
|                       |          | Reporte |      |  |  |

| 21 de febrero de 2005 | Jamaica | 0:3     | Estados Unidos |                                        |                                        |
|                       |         | Reporte |                | Árbitro(s): Armando Bajares Sukh Bajwa | Árbitro(s): Armando Bajares Sukh Bajwa |

| 22 de febrero de 2005 | Cuba | 1:2     | Estados Unidos |  |  |
|                       |      | Reporte |                |  |  |

| 22 de febrero de 2005 | Argentina | 14:1    | Barbados |  |  |
|                       |           | Reporte |          |  |  |

### Grupo B
| Equipo            | J | G | E | P | GF | GC | DG  | Pts |
| ----------------- | - | - | - | - | -- | -- | --- | --- |
| Chile             | 5 | 4 | 0 | 0 | 64 | 2  | +62 | 15  |
| México            | 5 | 3 | 0 | 1 | 41 | 10 | +31 | 12  |
| Canadá            | 5 | 3 | 0 | 2 | 42 | 9  | +33 | 9   |
| Trinidad y Tobago | 5 | 2 | 0 | 3 | 32 | 11 | +21 | 6   |
| Puerto Rico       | 5 | 1 | 0 | 4 | 6  | 60 | -54 | 3   |
| Venezuela         | 5 | 0 | 0 | 5 | 0  | 93 | -93 | 0   |

| 16 de febrero de 2005 | Puerto Rico | 5:0     | Venezuela |  |  |
|                       |             | Reporte |           |  |  |

| 17 de febrero de 2005 | Chile | 5:0     | T. y Tobago |  |  |
|                       |       | Reporte |             |  |  |

| 17 de febrero de 2005 | Canadá | 2:3     | México |                                                  |                                                  |
|                       |        | Reporte |        | Árbitro(s): Armando Bajares German Montes de Oca | Árbitro(s): Armando Bajares German Montes de Oca |

| 18 de febrero de 2005 | T. y Tobago | 10:0    | Puerto Rico |  |  |
|                       |             | Reporte |             |  |  |

| 18 de febrero de 2005 | Venezuela | 0:23    | Canadá |                                          |                                          |
|                       |           | Reporte |        | Árbitro(s): Roger Broomes Albert Marcano | Árbitro(s): Roger Broomes Albert Marcano |

| 18 de febrero de 2005 | México | 0:5     | Chile |                                          |                                          |
|                       |        | Reporte |       | Árbitro(s): Michiel Bruning Kim Hong Lae | Árbitro(s): Michiel Bruning Kim Hong Lae |

| 20 de febrero de 2005 | Venezuela | 0:20    | México |  |  |
|                       |           | Reporte |        |  |  |

| 20 de febrero de 2005 | Chile | 23:0    | Puerto Rico |                                           |                                           |
|                       |       | Reporte |             | Árbitro(s): Armando Bajares Roger Broomes | Árbitro(s): Armando Bajares Roger Broomes |

| 20 de febrero de 2005 | Canadá | 2:0     | T. y Tobago |                                           |                                           |
|                       |        | Reporte |             | Árbitro(s): Javier Palomo Michiel Bruning | Árbitro(s): Javier Palomo Michiel Bruning |

| 21 de febrero de 2005 | Puerto Rico | 0:14    | México |                                        |                                        |
|                       |             | Reporte |        | Árbitro(s): Kim Hong Lae Roger Broomes | Árbitro(s): Kim Hong Lae Roger Broomes |

| 21 de febrero de 2005 | T. y Tobago | 19:0    | Venezuela |                                     |                                     |
|                       |             | Reporte |           | Árbitro(s): Luis Villa Daniel Lopez | Árbitro(s): Luis Villa Daniel Lopez |

| 22 de febrero de 2005 | Canadá | 2:5     | Chile |                                            |                                            |
|                       |        | Reporte |       | Árbitro(s): Albert Marcano Michiel Bruning | Árbitro(s): Albert Marcano Michiel Bruning |

| 23 de febrero de 2005 | Puerto Rico | 1:13    | Canadá |  |  |
|                       |             | Reporte |        |  |  |

| 23 de febrero de 2005 | México | 4:3     | T. y Tobago |  |  |
|                       |        | Reporte |             |  |  |

| 23 de febrero de 2005 | Chile | 26:0    | Venezuela |                                      |                                      |
|                       |       | Reporte |           | Árbitro(s): Sukh Bajwa Roger Broomes | Árbitro(s): Sukh Bajwa Roger Broomes |

## Fase final

### Del 9º al 11º
| 25 de febrero de 2005 | Jamaica | 3:0     | Venezuela |  |  |
|                       |         | Reporte |           |  |  |

### Noveno puesto
| 26 de febrero de 2005 | Puerto Rico | 0:5     | Jamaica |  |  |
|                       |             | Reporte |         |  |  |

### Del 5º al 8º
| 25 de febrero de 2005 | Cuba | 3:0     | T. y Tobago |                                                |                                                |
|                       |      | Reporte |             | Árbitro(s): Javier Palomo Germán Montes de Oca | Árbitro(s): Javier Palomo Germán Montes de Oca |

| 25 de febrero de 2005 | Barbados | 3:5     | Canadá |                                          |                                          |
|                       |          | Reporte |        | Árbitro(s): Armando Bajares Kim Hong Lae | Árbitro(s): Armando Bajares Kim Hong Lae |

### Séptimo puesto
| 26 de febrero de 2005 | T. y Tobago | 1:4     | Barbados |  |  |
|                       |             | Reporte |          |  |  |

### Quinto puesto
| 27 de febrero de 2005 | Cuba | 1:2     | Canadá |                                        |                                        |
|                       |      | Reporte |        | Árbitro(s): Javier Palomo Daniel López | Árbitro(s): Javier Palomo Daniel López |

|  | Semifinales    | Semifinales   |   |        | Final          | Final         |  |
|  | 26 de febrero  | 26 de febrero |   |        | 27 de febrero  | 27 de febrero |  |
|  |                |               |   |        |                |               |  |
|  |                |               |   |        |                |               |  |
|  | Argentina      | 5             |   |        |                |               |  |
|  | México         | 0             |   |        |                |               |  |
|  |                |               |   |        |                |               |  |
|  |                |               |   |        |                |               |  |
|  |                |               |   |        | Argentina      | 7             |  |
|  |                | Chile         | 0 |        |                |               |  |
|  |                |               |   |        |                |               |  |
|  |                |               |   |        |                |               |  |
|  |                |               |   |        | Tercer lugar   |               |  |
|  |                |               |   |        |                |               |  |
|  | Estados Unidos | 2             |   | México | 4              |               |  |
|  | Chile (t.e.)   | 3             |   |        | Estados Unidos | 0             |  |

### Semifinales
| 26 de febrero de 2005 | Argentina | 5:0     | México |  |  |
|                       |           | Reporte |        |  |  |

| 26 de febrero de 2005 | Estados Unidos | 2:3 (t.e.) | Chile |                                            |                                            |
|                       |                | Reporte    |       | Árbitro(s): Michiel Bruning Albert Marcano | Árbitro(s): Michiel Bruning Albert Marcano |

### Tercer puesto
| 27 de febrero de 2005 | México | 4:0     | Estados Unidos |  |  |
|                       |        | Reporte |                |  |  |

### Final
| 27 de febrero de 2005 | Argentina | 7:0     | Chile |                                         |                                         |
|                       |           | Reporte |       | Árbitro(s): Kim Hong Lae Gus Soteriades | Árbitro(s): Kim Hong Lae Gus Soteriades |

| Bandera de Argentina |
| Campeón Argentina    |

## Posiciones
| Posición | Equipo            |
| -------- | ----------------- |
| 1        | Argentina         |
| 2        | Chile             |
| 3        | México            |
| 4        | Estados Unidos    |
| 5        | Canadá            |
| 6        | Cuba              |
| 7        | Barbados          |
| 8        | Trinidad y Tobago |
| 9        | Jamaica           |
| 10       | Puerto Rico       |
| 11       | Venezuela         |

## Goleadores
| Jugador           | Equipo            | Goles |
| ----------------- | ----------------- | ----- |
| Pedro Ibarra      | Argentina         | 18    |
| Alfredo Thiermann | Chile             | 16    |
| Jorge Gómez       | México            | 15    |
| Alexis Berczely   | Chile             | 14    |
| Wayne Legerton    | Trinidad y Tobago | 12    |